# Caradrina ochracea
Caradrina ochracea là một loài bướm đêm trong họ Noctuidae.